# Heartattack and Vine
Az 1980-as Heartattack and Vine Tom Waits nagylemeze, az utolsó az Asylum Records-nál. Szerepel az 1001 lemez, amit hallanod kell, mielőtt meghalsz című könyvben.
A Jersey Girl-t Bruce Springsteen is játszotta a koncertjein. Az On The Nickel Ralph Waite azonos című filmjéhez íródott. A Heartattack and Vine dalt Screaim' Jay Hawkins dolgozta fel.

## Az album dalai
| 1. | Heartattack and Vine       | Tom Waits | 4:50 |
| 2. | In Shades (instrumentális) | Waits     | 4:25 |
| 3. | Saving all My Love for You | Waits     | 3:41 |
| 4. | Downtown                   | Waits     | 4:45 |
| 5. | Jersey Girl                | Waits     | 5:11 |

| 1. | 'Til the Money Runs Out | Waits | 4:25 |
| 2. | On the Nickel           | Waits | 6:19 |
| 3. | Mr. Siegal              | Waits | 5:14 |
| 4. | Ruby's Arms             | Waits | 5:34 |

## Közreműködők
- Tom Waits – ének, elektromos gitár, zongora
- Bob Alcivar – vonósok hangszerelése, a zenekar hangszerelése, karmester
- Ronnie Barron – Hammond orgona, zongora
- Roland Bautista – elektromos gitár, tizenkét húros gitár
- Greg Cohen – basszusgitár
- Victor Feldman – ütőhangszerek, csőharang, glockenspiel
- Jim Hughart – basszusgitár
- Plas Johnson – tenorszaxofon, baritonszaxofon
- Michael Lang – zongora
- Larry Taylor – basszusgitár
- "Big John" Thomassie – dob
- Jerry Yester – a zenekar hangszerelése, karmester

## Fordítás
Ez a szócikk részben vagy egészben a Heartattack and Vine című angol Wikipédia-szócikk ezen változatának fordításán alapul.  Az eredeti cikk szerkesztőit annak laptörténete sorolja fel. Ez a jelzés csupán a megfogalmazás eredetét és a szerzői jogokat jelzi, nem szolgál a cikkben szereplő információk forrásmegjelöléseként.